# Rasclet de jungla
El rasclet de jungla (Rallina eurizonoides) és una espècie d'ocell de la família dels ràl·lids (Rallidae) que habita boscos i selva humida d'Àsia, des del nord del Pakistan, Índia i Sri Lanka, cap a l'est fins al sud de la Xina, Hainan, Taiwan i les illes Ryukyu, i cap al sud, a través de Myanmar, Tailàndia i el Vietnam, fins a Sumatra, Java, Sulawesi, Filipines i Palau.